# Cultura do Ceará

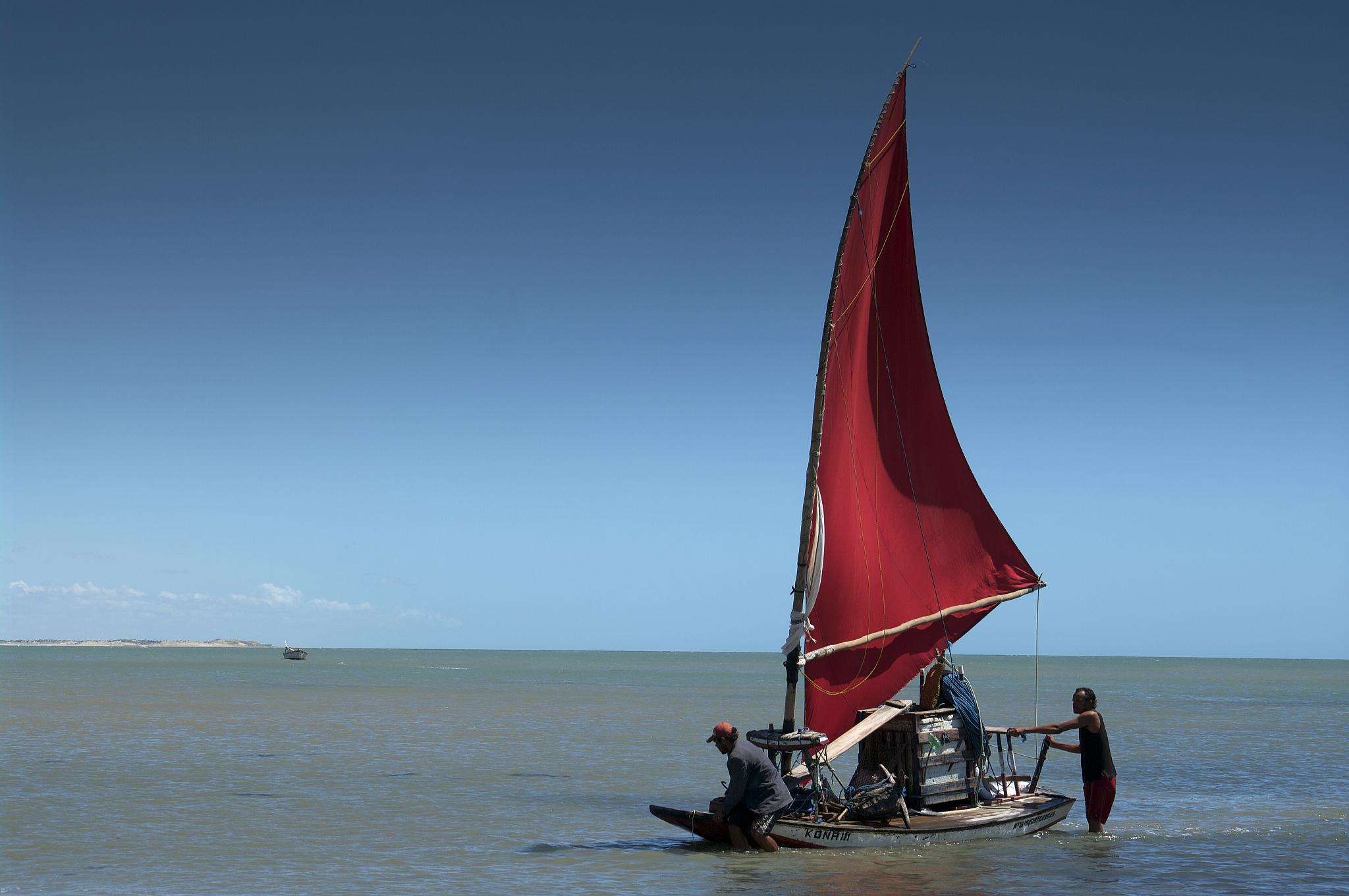
A jangada é um dos principais símbolos do Ceará. Fruto do trabalho artesanal, elas representam a "tenacidade" e o "espírito nômade".

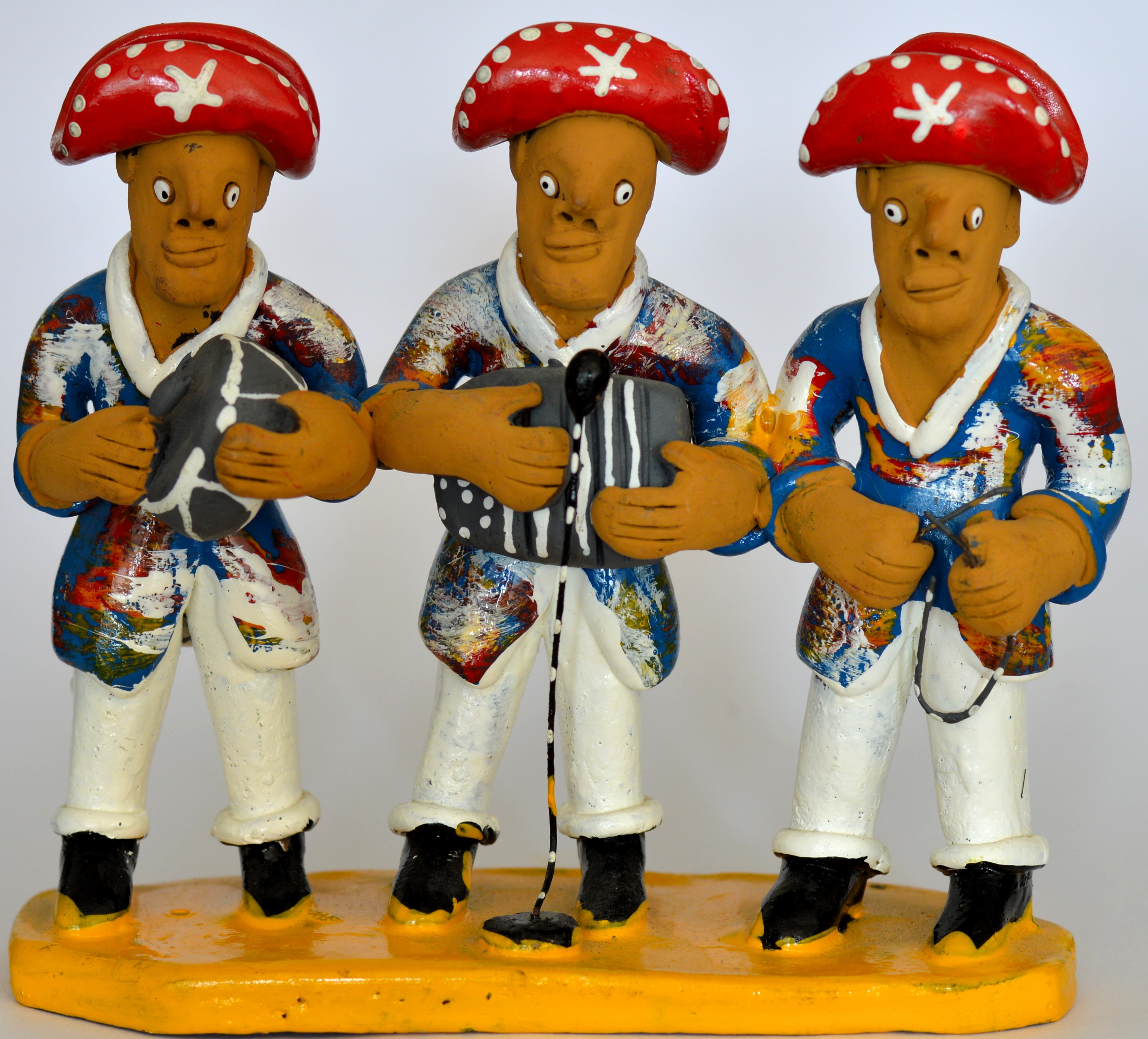
Representação de três sanfoneiros no artesanato cearense

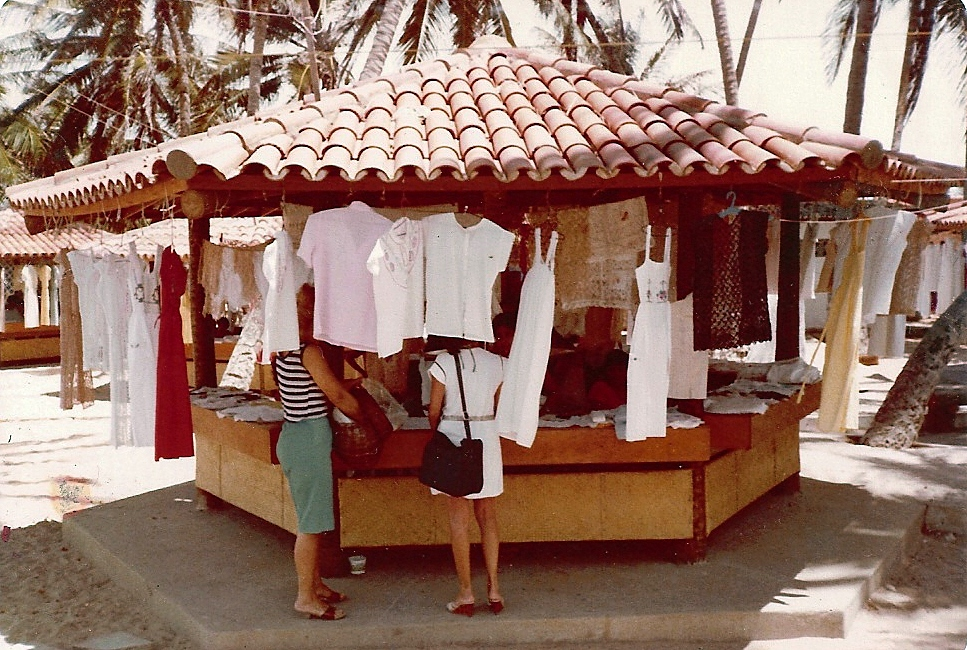
Quiosque de venda de artesanato na Prainha.

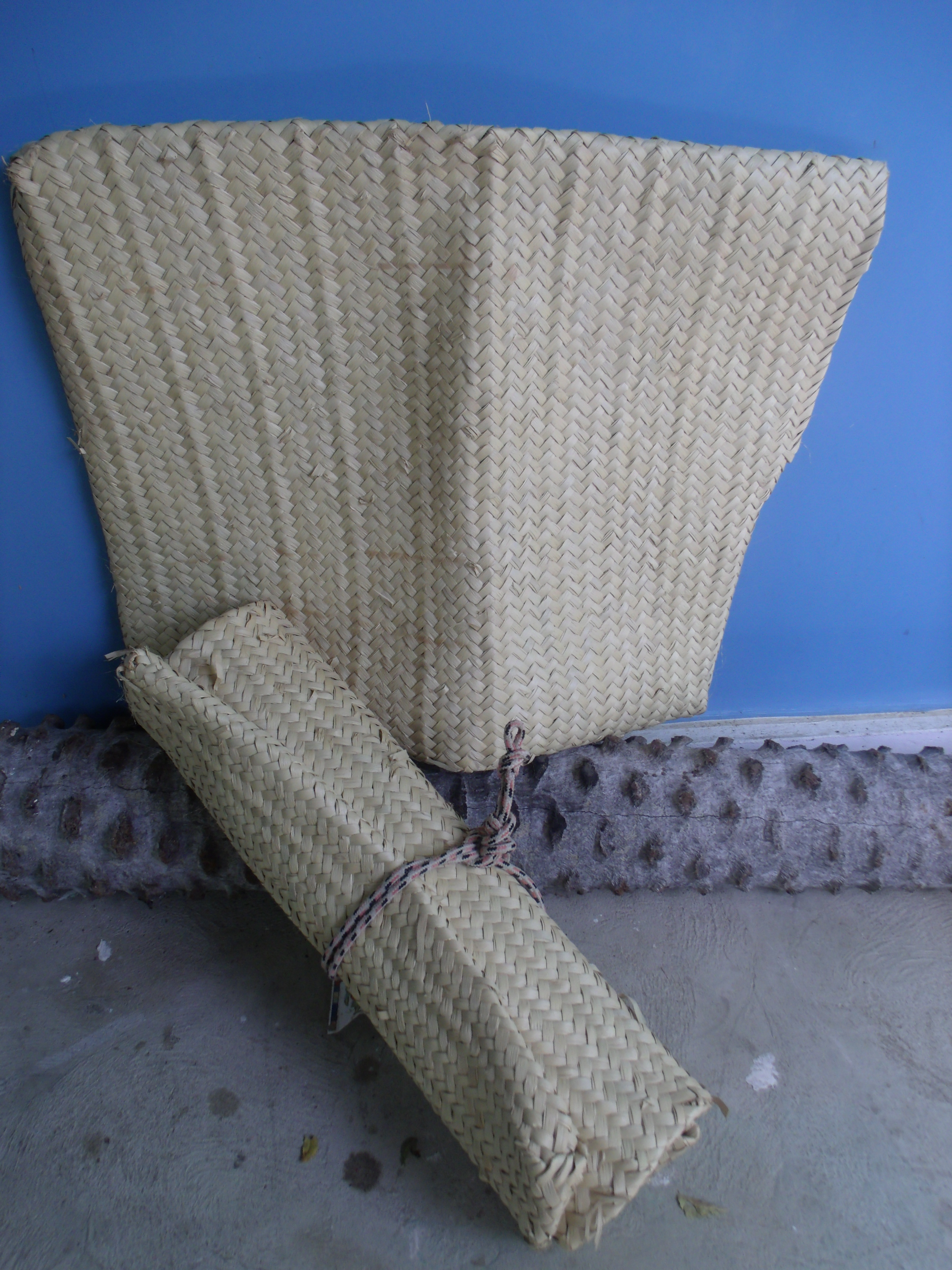
Surrão de palha de carnaúba

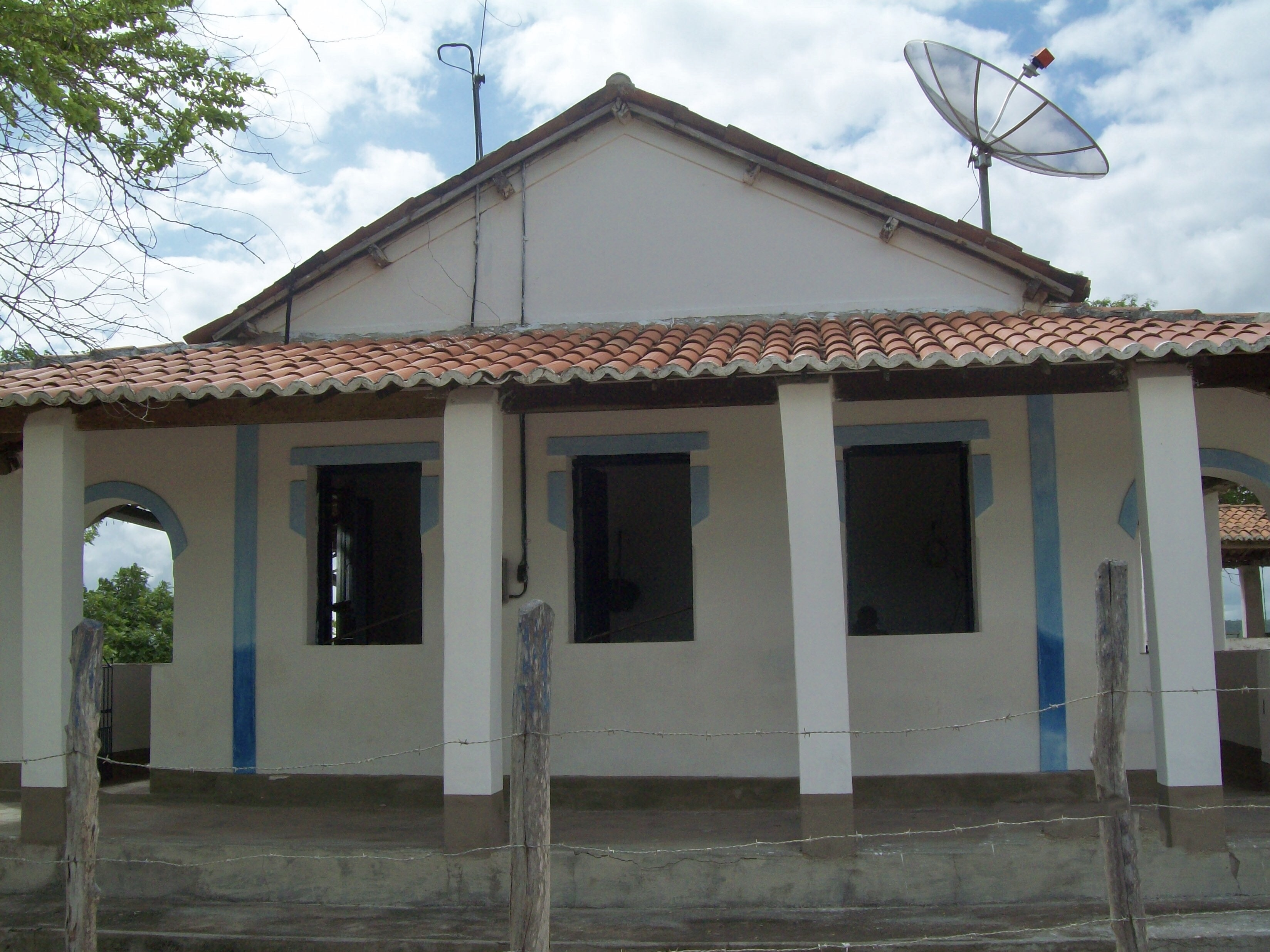
Típica casa de fazenda sertaneja, em Itapiúna

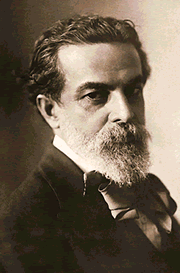
Alberto Nepomuceno, considerado o "pai" do nacionalismo na música erudita brasileira

A cultura do Ceará é diversificada e com muitas características marcantes. A cultura cearense, assim como em todo o sertão nordestino, é de base essencialmente ibérica com influências indígenas e africanas.

## Arte popular
Quando da introdução da cultura portuguesa no Ceará, ao longo do século XVII, os indígenas já produziam um diversificado artesanato a partir de vegetais como o cipó e a carnaúba, bem como dominavam técnicas primitivas de tecelagem do algodão, inclusive tingindo os tecidos de vermelho com a casca da aroeira. Com a colonização, diversas técnicas europeias se somaram a essa base cultural, formando uma arte popular que viria a ser renomada nacional e internacionalmente.

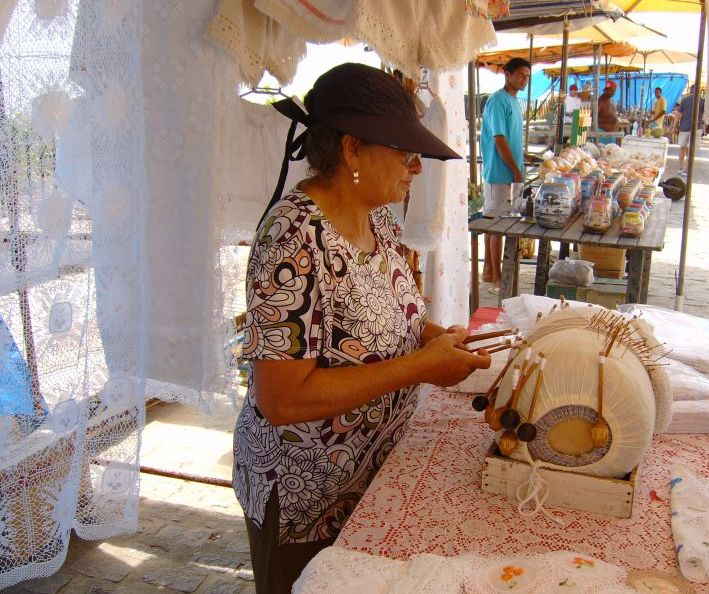
Rendeira cearense trabalhando com bilros.

Com origens portuguesas e relevante influência indígena, têm destaque a produção de redes com os mais diversos bordados e formas e intrincadas rendas feitas em bilros, talvez o maior destaque da produção artesanal cearense, sendo uma arte tradicional no Ceará desde, pelo menos, o século XVIII. As rendas e os labirintos possuem maior destaque nas imediações do litoral, enquanto o interior se destaca mais pelos bordados.
Ademais, o artesanato feito em madeira e barro se destaca bastante, com produção de esculturas humanas, representando tipos da região; quadros talhados em madeira - muitos com temática religiosa, vasos adornados, etc. Outro importante item do artesanato cearense são as garrafas de areias coloridas, onde são reproduzidas, manualmente, paisagens e temáticas diversas. São ainda encontrados, em diversas cidades - em especial Massapê, Russas, Aracati, Sobral e Camocim, dentre outras, cestarias, chapéus e trançados com variadas formas e desenhos feitos da palha da carnaúba, do bambu e do cipó. Por fim, como consequência natural de uma economia que, durante séculos, foi essencialmente pecuarista, o couro é trabalhado artesanalmente, em especial, para a produção de chapéus e outras peças da roupa de vaqueiros, assim como de móveis e esculturas. As principais cidade em destaque no artesanato coureiro são Morada Nova, Juazeiro do Norte, Crato, Jaguaribe, Assaré e Nova Olinda.
Em diversas áreas do interior cearense, os cordéis, assim como os repentistas e poetas populares, especialistas no improviso de rimas, ainda estão presentes e ativos, seguindo uma tradição que remonta aos trovadores e poetas populares da Idade Média lusitana. Outra forte influência portuguesa se encontra na grande importância das festas religiosas nas cidades de todo o interior, particularmente as festas de padroeiro, que estão entre as principais festividades da cultura cearense, abarcando não só cerimônias religiosas, mas também danças, músicas e outras formas de entretenimento, numa complexa mistura de aspectos sagrados e profanos. Destaca-se a  Festa de Santo Antônio em Barbalha, famosa pelo pau da bandeira e comemorada nessa forma há 78 anos.

## Artes plásticas
O movimento de maior destaque na história da pintura cearense foi o modernismo com o surgimento da Sociedade Cearense de Artes Plásticas em 1944 que reuniu vários pintores como Antônio Bandeira, José Tarcísio Ramos, Otacílio de Azevedo, Aldemir Martins, Camelo Ponte, Inimá de Paula, Zenon Barreto e outros. Bandeira é considerado um dos maiores pintores abstracionistas do Brasil. Antes desse movimento alguns importante pintores cearenses foram Raimundo Cela e Vicente Leite que no começo do século XX retrataram várias paisagens do sertão e litoral do estado.
Na segunda metade do século XX o suíço Jean-Pierre Chabloz em passagem pelo Ceará descobriu a arte do acreano de origem cearense Chico da Silva no Pirambu retratando figuras primitivas de dragões e outros animais com carvão e tinta guache. Seu estilo foi classificado como arte naïf e teve grande destaque até a década de 1980. No final do Século XX o pintor Leonilson foi o maior destaque cearense na pintura.

## Festas e eventos
O Miss Ceará é um dos eventos de maior tradição do estado. Sua primeira edição ocorreu em 1955 e logo com a eleição de Emília Barreto Correia Lima como Miss Brasil. A outra Miss Brasil do Ceará foi Flávia Cavalcanti Rebelo, apesar de ser natural de Salvador, representava o Ceará na competição nacional. Vanessa Vidal, Miss Ceará de 2008 ficou em segundo lugar, sendo a primeira concorrente a Miss Brasil com deficiência auditiva.
O Cine Ceará é um dos mais importantes festivais de cinema do Brasil. Acontece em Fortaleza, anualmente desde 1991 e a partir de 2006 o festival também aceita inscrições de produções internacionais.
O Fortal é uma micareta que acontece anualmente desde 1991 sempre no final de julho. Várias outras micaretas menores ocorrem em cidades do interior. Um dos maiores festivais de música pop do Brasil é o Ceará Music que acontece anualmente desde 2001 reunindo em alguns dias várias bandas nacionais.
Também são populares no estado, as festas de emancipação política, que é o aniversario dos municípios, as mais tradicionais são as de: Fortaleza, Sobral, Aracati, Pires Ferreira, Reriutaba e Ipu.
A maior festa no Ceará ocorre em junho com as festas juninas. Durante este mês, o forró é o ritmo mais ouvido e tocado em todo o estado e comidas e vestimentas típicas são comuns nas ruas e praças de quase todas as cidades, destacando-se Juazeiro do Norte com o Juaforró. O Carnaval também é outra grande festa, com destaque para as festas organizadas nas cidades litorâneas.
Também há importantes festas religiosas como o Halleluya que acontece em Fortaleza e é aberto gratuitamente ao público, anualmente desde 1995.E a Caminhada com Maria (15 de Agosto), é uma caminhada de 16 km que parte do Santuário de Nossa Senhora da Assunção em direção a Catedral Metropolitana de Fortaleza. A procissão homenageia a padroeira de Fortaleza (Nossa Senhora da Assunção) e tem um público aproximado de um milhão e trezentas mil pessoas.
Os dois principais espaços para realização de feiras, eventos e convenções do Ceará são o Pavilhão de Feiras e Eventos de Fortaleza e o Centro de Convenções Edson Queiroz. O Siará Hall é outro importante espaço de eventos do Ceará.
Expocrato, oficialmente Exposição Centro Nordestina de Animais e Produtos Derivados, é o maior evento agropecuário do norte-nordeste, com nove dias de duração, realizado anualmente, no mês de julho, no Parque de Exposição Pedro Felício Cavalcanti, na cidade do Crato (Ceará). Constitui-se basicamente de uma feira agropecuária, com desfile e leilão de animais. Durante o evento, são vendidas bebidas e comidas típicas e apresentados espetáculos musicais.

## Humor cearense
O Ceará se tornou conhecido nacionalmente como berço de talentos humorísticos como Chico Anysio, Renato Aragão, Tom Cavalcante, Tiririca e Falcão, dentre vários outros. Embora a percepção de que há um Ceará moleque, como verdadeira identidade do povo cearense, seja controversa, a história do estado é repleta de casos verídicos e curiosos que parecem corroborar com essa ideia, destacando-se, sobretudo, figuras populares como o Bode Ioiô, que era famoso em Fortaleza e inclusive foi eleito vereador da cidade, e o Seu Lunga, de Juazeiro do Norte, famoso pela sua intolerância com perguntas óbvias, assim como eventos como a vaia ao sol também em Fortaleza, depois de quase um dia inteiro de céu nublado na cidade. A novela humorística da Record Ceará contra 007 de 1965 ajudou a formar esse imaginário de um Ceará Moleque.

## Literatura cearense
O Ceará é terra de muitos escritores e poetas importantes, podendo-se citar, dentre muitos outros: José de Alencar, Domingos Olímpio, Rachel de Queiroz, Adolfo Caminha, Antônio Sales, Jáder Carvalho, Moreira Campos, Gustavo Barroso, Patativa do Assaré, João Clímaco Bezerra, Ana Miranda, José Albano, Farias Brito, etc.
A literatura cearense foi sempre caracterizada por florescer em torno de grupos literários. O primeiro desses grupos de desenvolvimento literário foi Os Oiteiros, que, embora mantendo os padrões típicos do Arcadismo, soube encontrar uma cor local para descrever o fugere urbem e o carpe diem típicos daquela escola.
José de Alencar, nascido em Messejana (hoje anexada como bairro a Fortaleza), é considerado o principal romancista do Romantismo brasileiro. Suas obras tornaram-se bastante famosas, especialmente O Guarani, Iracema e Senhora.
No final do século XIX, surgiu a Padaria Espiritual, uma agremiação cultural formada por jovens escritores, pintores e músicos. Marcada pela ironia, irreverência e espírito crítico, bem como por um "sincretismo" literário, a Padaria Espiritual se expressava por meio do jornal O Pão. Muitos autores criticavam as instituições e valores então vigentes. Para alguns críticos literários e historiadores, a Padaria Espiritual pode ser considerada um movimento pré-modernista que já apresentava alguns aspectos do Modernismo, que só surgiria com força em São Paulo quase trinta anos depois. Assim, de certa forma, o Ceará foi pioneiro em desenvolver uma literatura irreverente, relativamente informal e sincrética.
A Academia Cearense de Letras foi fundada em 1894 e durante muito tempo foi a principal instituição literária do estado, congregando alguns dos nomes mais ilustres da literatura estadual. Hoje, existem diversas instituições similares em todo o Estado do Ceará. A sua criação inspirou, porém, alguns anos mais tarde, a formação da Academia Brasileira de Letras.
O Modernismo se consolidou no Ceará por meio do movimento Clã, fundado nos anos 40, que congregou diversos escritores renomados cearenses: Moreira Campos, João Clímaco Bezerra, Antônio Girão Barroso, Aluísio Medeiros, Otacílio Collares, Artur Eduardo Benevides, Antônio Martins Filho, Braga Montenegro, Manuel Eduardo Pinheiro Campos, Fran Martins, José Camelo Ponte, José Stênio Lopes, Milton Dias, Lúcia Fernandes Martins e Mozart Soriano Aderaldo.
Na década de 70, surgiram outros dois importantes grupos literários no Ceará: O Saco, uma revista artística inusitada, pois era distribuída com folhas soltas guardadas dentro de um saco; e o Grupo Siriará, que reuniu diversos jovens escritores, propondo uma literatura cearense autêntica e desvinculada dos estereótipos que se estabeleceram na retratação literária do ambiente cearense.
O Ceará também possui escritores pós-modernistas renomados, embora, em sua maior parte, pouco conhecidos. Podem-se citar, dentre eles, Pedro Salgueiro, Natércia Campos, Airton Monte, Tércia Montenegro, Raymundo Netto dentre outros. A escritora Socorro Acioli ganhou o Prêmio Jabuti de Literatura Infantil em 2013. Seu romance "A cabeça do santo" foi publicado na Inglaterra, França e Estados Unidos, onde foi escolhido como um dos 50 melhores livros do ano pela New York Public Library. O escritor cearense Stênio Gardel se destacou com o livro "A palavra que resta", tendo sido agraciado com o National Book Awards no ano de 2023 e foi finalista do 64º Prêmio Jabuti 2022 na categoria romance literário.

### Literatura popular cearense
No Ceará, a literatura de cordel desenvolveu-se expressivamente em Juazeiro do Norte, desde as primeiras décadas do século passado. Em Fortaleza, a Literatura de Cordel surgiu no período da Oligarquia de Nogueira Accioly, período esse, em que circularam alguns folhetos destratando a figura do governador cearense. Nesta mesma época, atuava também em Fortaleza o poeta-editor potiguar Luiz da Costa Pinheiro, autor do clássico “O Boi Mandingueiro e o Cavalo Misterioso”.

## Música cearense

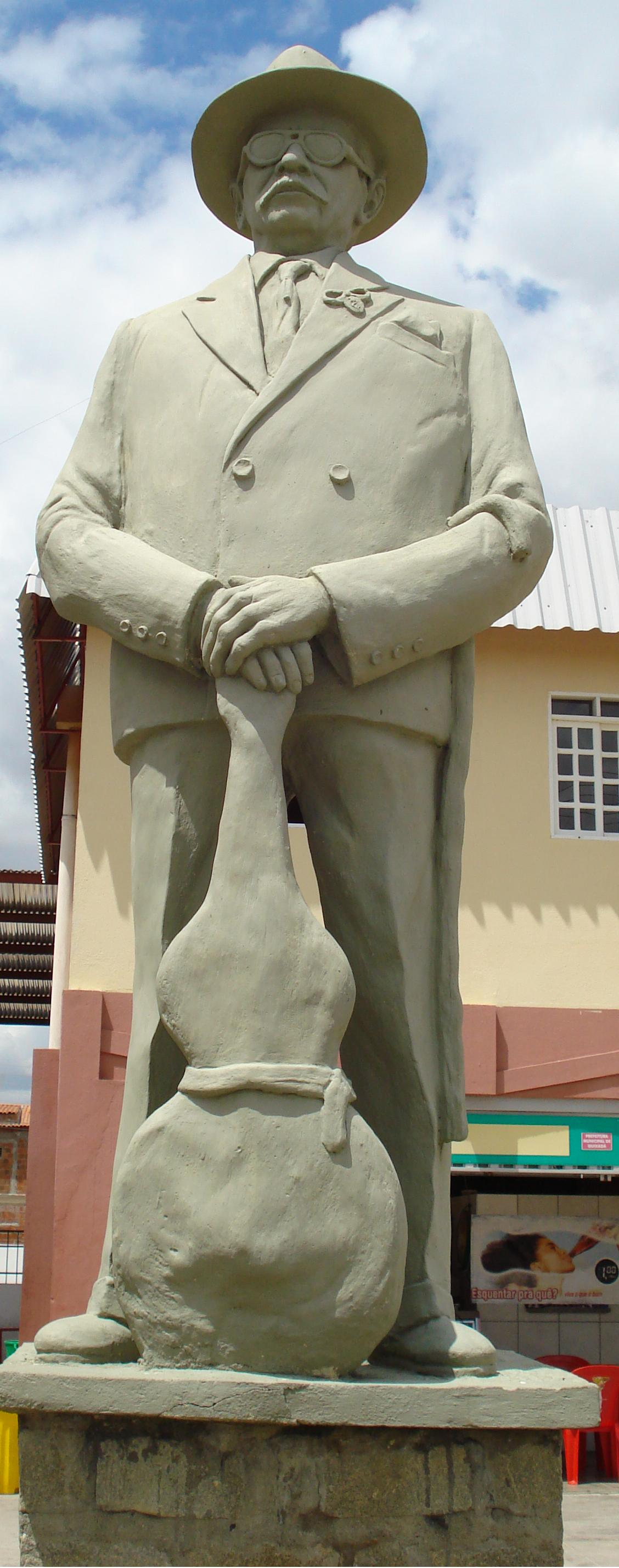
Monumento ao repentista Cego Aderaldo em Quixadá

O gênero musical mais identificado com o Ceará é o forró, em suas variadas formas, inicialmente caracterizado especialmente pelo tradicional forró pé-de-serra, contando apenas com alguns poucos instrumentos como sanfona e triângulo. Nos anos 40, o cearense Humberto Teixeira formou uma famosa parceria com o pernambucano Luiz Gonzaga, criando o baião, que se tornou muito apreciado. Uma das principais tradições da música cearense - e, principalmente, do Cariri - são também as bandas cabaçais, que utilizam pífanos, zabumbas e pratos e frequentemente fazem acompanhar sua música com movimentos e acrobacias com facões, com destaque para a Banda Cabaçal dos Irmãos Aniceto. Outros representantes tradicionais da música cearense são os seresteiros e repentistas.
Dos anos 80 em diante, cresceu bastante o chamado forró eletrônico, que adotou novos instrumentos e absorveu muitas influências de diversos estilos populares, afastando-se um pouco da tradição do "pé-de-serra" e ganhando grande popularidade no estado.
No entanto, o papel do Ceará na música se estende para muito além do forró. O importante momento musical dos anos 60, no qual floresceram a MPB e o tropicalismo no Brasil, também teve grande influência no Ceará, através de artistas como Ednardo, Belchior, Fagner, Amelinha, J. Camelo Ponte  e outros, alguns dos quais conseguiram projeção nacional, recebendo da crítica musical o apelido de "pessoal do Ceará".
Inusitadamente, o Ceará tem também tido certo destaque na música clássica brasileira, embora aí não encontre grandes incentivos. Um dos mais destacados compositores clássicos brasileiros foi o cearense Alberto Nepomuceno, considerado o "pai" do nacionalismo na música erudita do Brasil. Outro representante da música clássica foi o renomado regente Eleazar de Carvalho, um dos fundadores da Orquestra Sinfônica Brasileira e professor de maestros célebres, como Claudio Abbado e Zubin Mehta. Em sua homenagem foi criada a Orquestra de Câmara Eleazar de Carvalho. Nessa seara, há também iniciativas que unem a música à filantropia como a Orquestra Filarmônica da Chapada do Araripe, em Araripe e a Sociedade Lírica do Belmonte, no Crato.

## Patrimônio arquitetônico
O Ceará abriga quatro conjuntos arquitetônicos tombados pelo Instituto do Patrimônio Histórico e Artístico Nacional como patrimônio nacional, nomeadamente os núcleos históricos das cidades de Icó, Aracati, Sobral e Viçosa do Ceará. A cidade com maior número de prédios tombados é Fortaleza.

## Atuação governamental

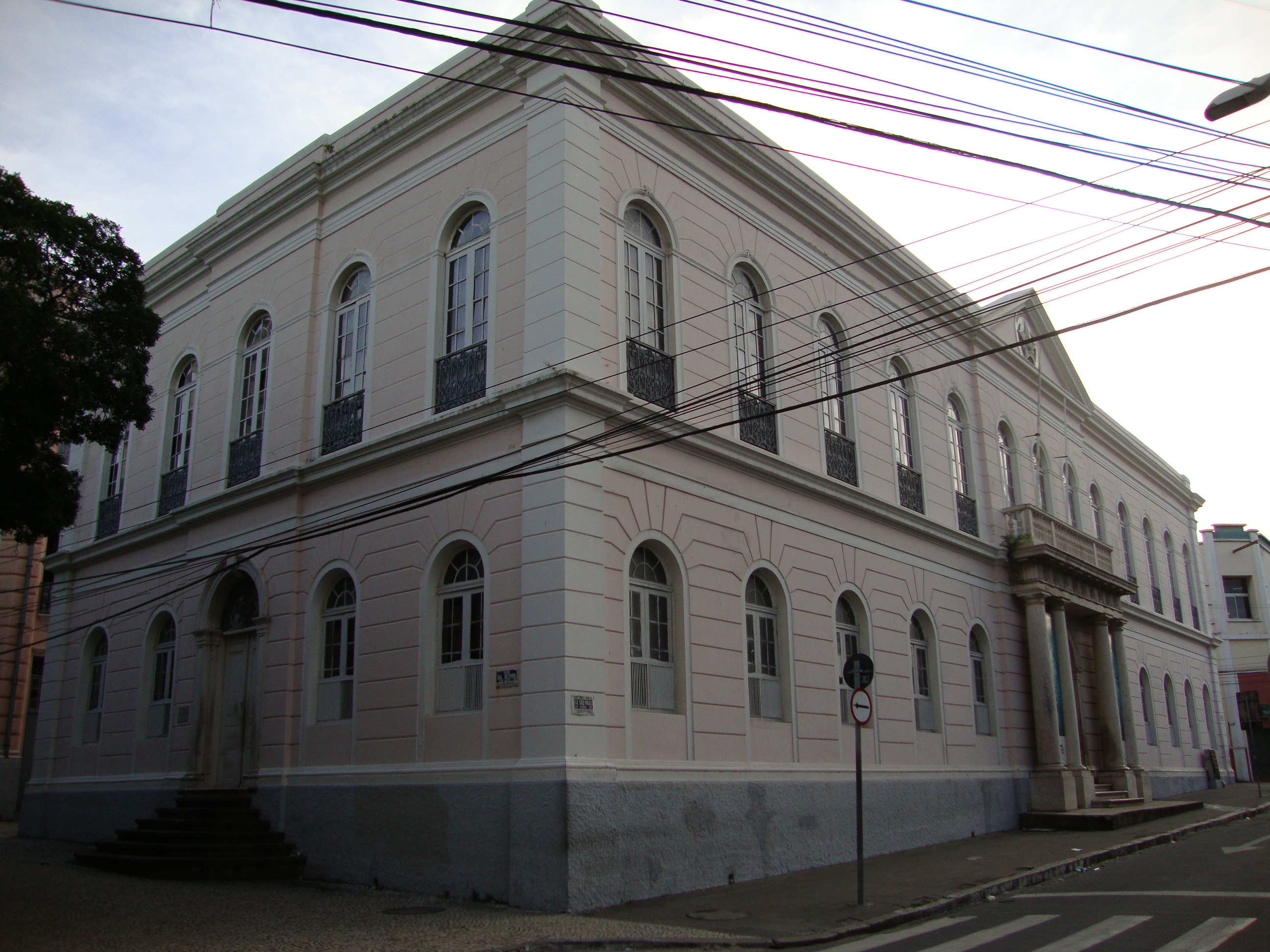
Palácio Senador Alencar, onde está instalado o Museu do Ceará, um dos principais do estado

O governo estadual criou a Secretaria da Cultura do Ceará, a primeira do Brasil, em 1966. A instituição organiza e fomenta a cultura cearense e auxilia outras instituições particulares na manutenção das tradições da população do estado. Vinculado a ela estão: Centro Dragão do Mar de Arte e Cultura, Escola de Artes e Ofícios Thomaz Pompeu Sobrinho, Museu Sacro São José de Ribamar, Museu do Ceará, Museu da Imagem e do Som do Ceará e Theatro José de Alencar são algumas das principais instituições governamentais de fomento da cultura cearense.
Outras instituições culturais importantes são: Academia Cearense de Letras, Conservatório de Música Alberto Nepomuceno, Instituto do Ceará, Instituto Cultural do Cariri, Museu dos Inhamuns, Academia Sobralense de Estudos e Letras, EDISCA dentre outras.

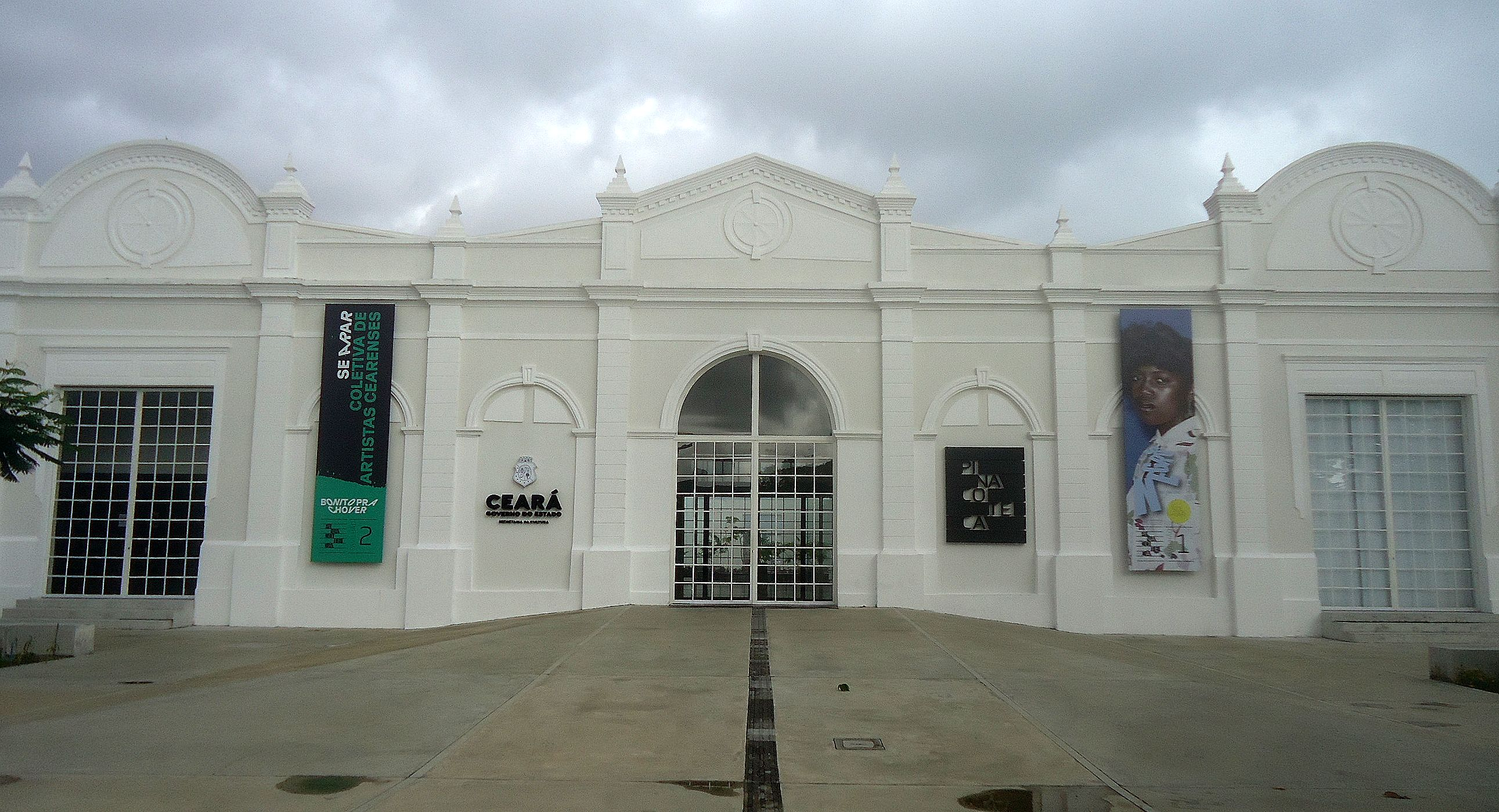
Pinacoteca do Ceará.

Atuando em conjunto com o governo, outras instituições ou sozinho, várias pessoas, do estado ou de fora, fazem ou fizeram a cultura do Ceará notadamente: José de Alencar, Antônio Bandeira, Lino Villaventura, Chico da Silva, Raimundo Cela, Rachel de Queiroz, Chico Anysio, Renato Aragão, Jean-Pierre Chabloz, Emília Barreto Correia Lima, Humberto Teixeira, Alberto Nepomuceno, Patativa do Assaré , Socorro Acioli, dentre outros.